# Dămienești (gmina)
Dămienești – gmina w Rumunii, w okręgu Bacău. Obejmuje miejscowości Călugăreni, Dămienești, Drăgești i Pădureni. W 2011 roku liczyła 1715 mieszkańców.